# Burnsides sats
Inom gruppteori är Burnsides sats en sats som säger att om G är en ändlig grupp av ordning
{\displaystyle p^{a}q^{b}\ }
där p och q är primtal och a och b är icke-negativa heltal, då är G lösbar. Av det följer att ordningen av varje icke-abelsk ändlig enkel grupp består av minst tre primtalsfaktorer.
Satsen bevisades i början av 1900-talet av William Burnside. Burnsides sats är en av de bäst kända användningarna av representationsteori till ändliga grupper.